# Camí de Caps

El Camí de Caps, respecte del terme d'Abella de la Conca

El Camí de Caps és un antic camí del terme municipal d'Abella de la Conca, a la comarca del Pallars Jussà.
Actualment és un camí en part perdut, que recorria el peu de l'extrem occidental de la Serra de Carreu, per damunt de la Mata. El tram encara visible i bastant ben conservat actualment és al nord i damunt de l'Estimat de Martí.

## Etimologia
Es tracta d'un topònim romànic de caràcter descriptiu: pren el nom del lloc on menava. Els caps es refereix als caps de la vall, és a dir, a les cingleres de la Serra de Carreu i del Gallinova, que és per sota de les quals passa el camí.